# Sigmundur Davíð Gunnlaugsson
Sigmundur Davíð Gunnlaugsson (Reykjavík, 1975. március 12. –) izlandi politikus, 2013 és 2016 közt volt Izland miniszterelnöke. 

## Pályafutása
2016. április 5-én ideiglenesen lemondott tisztségéről, miután neve felmerült az úgynevezett Panama-akták elnevezésű kiszivárogtatási botrányban. A korábbi izlandi miniszterelnök ellen tüntetők vonultak utcára az ország fővárosában, Reykjavíkban. Lemondás helyett előbb a parlamentet kívánta feloszlatni, ám az izlandi államfő, Ólafur Ragnar Grímsson ezt nem támogatta. A kormánypárt ülésén úgy döntöttek a képviselők, hogy Gunnlaugsson nem maradhat az ország miniszterelnöke. Lemondását április ötödikén, kedden jelentette be, majd később módosította úgy, hogy csak ideiglenesen áll félre a miniszterelnöki poszttól. Helyét a mezőgazdasági miniszter Sigurður Ingi Jóhannsson veszi át.